# Lepidonotopodium minutum
Lepidonotopodium minutum är en ringmaskart som beskrevs av Pettibone 1989. Lepidonotopodium minutum ingår i släktet Lepidonotopodium och familjen Polynoidae. Inga underarter finns listade i Catalogue of Life.